# Mario Paoletti
Mario Paoletti (Buenos Aires, 20 de junio de 1940-Toledo, España, 14 de noviembre de 2020) fue un escritor, periodista y literato argentino. Entre sus trabajos más destacados se encuentran la “Trilogía argentina” y notables estudios sobre Mario Benedetti y Jorge Luis Borges.

## Biografía
Desde muy joven estuvo vinculado al periodismo gráfico a través de colaboraciones en la revista de humor político “Tía Vicenta”. En 1959 se instala en la provincia de La Rioja donde, junto a su hermano Alipio, refunda un legendario periódico del lugar: el diario El Independiente, iniciando con ello una página histórica dentro del periodismo riojano. Trabajo además, en conjunto de personajes como Miguel Ángel "Toto" Guzmán, Daniel Moyano y su propio hermano Alipio, en una revista de humor ácido opositora al gobierno riojano de ese momento llamada "El Champi". Así fue como en esta provincia desarrolló su labor como periodista y escribió sus primeros cuentos y poemas. 
En esa época, frecuentó a escritores cercanos al círculo del poeta Ariel Ferraro, a cuya casa llegaban muchos de los intelectuales que se destacaban en el plano local y nacional. Fue amigo del ya mencionado Daniel Moyano, con quien compartiría el destino del exilio en la década del setenta.
El 24 de marzo de 1976, al estallar el golpe de Estado en la Argentina fue encarcelado junto a otros trabajadores de la Redacción de El Independiente. Tras permanecer cuatro años preso, fue expulsado del país y se radicó en España.
Sus vivencias en las cárceles argentinas, y muy especialmente en la de Sierra Chica, quedaron plasmadas en su novela A fuego lento, la segunda de la “Trilogía Argentina”
Su producción abarca diferentes géneros: publicó poesía, cuentos, novelas, ensayos de crítica literaria y de actualidad política. 
Residió en Toledo, España, donde dirigió desde 1984 el "Centro de Estudios Internacionales" de la Fundación Ortega-Marañón (ex Fundación Ortega y Gasset).

## Obras

### Narrativa
- Quince monedas (“Premio Ciudad de Toledo”, 1993)
- Antes del Diluvio, Editorial de Belgrano, Buenos Aires,1988
- A fuego lento, Editorial de Belgrano, Buenos Aires, 1993
- Mala Junta , Editorial de Belgrano, Buenos Aires, 1999
- Vasco busca vasco (“Premio Nacional de novela ‘Francisco Ayala’, 2002), Editado por: Departamento de Publicaciones de la Universidad Popular José Hierro, 2002
- Hotel Fénix, Emecé, Editorial Botellalmar, Toledo, 2008
- Quijote Exprés, Emecé, Buenos Aires, 2014
- En el hueco del día, Lampalagua Ediciones, La Rioja, 2014

### Poesía
- Poemas con Arlt, Ediciones del Monte Negro, Madrid, 1983
- Inventario, Editorial Gráficas del Tajo,1990
- Arltianas, Editorial Pandemia, La Rioja, 2000
- Poemas con Ortega, Editorial Biblioteca Nueva, Madrid, 2005
- Retratos y autorretratos, Editorial Botellalmar, Toledo, 2007
- Viceversa, Editorial Botellalmar, Sevilla, 2010
- Hetero/doxos, Editorial Biblioteca Nueva, Madrid, 2013
- Di oggi, Omero prende solo il fiore, trad. Antonietta Tiberia, ed. FusibiliaLibri, Vetralla, 2015

### Antologías
- De todo un poco. Antología personal. Serie Antologías. Biblioteca Mariano Moreno, La Rioja, 2010

### Ensayos
- El aguafiestas (Biografía de Mario Benedetti), Seix Barral, 1995
- Borges verbal, en colaboración con Pilar Bravo, Emecé, 1999
- El otro Borges, Emecé, 2010
- La novias de Borges, Emecé, 2011